# Vescomtat d'Aunay
El vescomtat d'Aunay s'esmenta per primer cop cap al 900 quan era vescomte Maingot com a feudatari del comte de Poitou; Segueix després Cadeló I, al que va succeir el seu fill Cadeló II mort cap a l'any 950. El seu fill Cadeló III va ser el següent vescomte fins al 967. Tenia un fill, Cadeló IV d'Aunay, potser premort, i una filla anomenada Hildegarda d'Aunay. Hildegarda cap al 950 es va casar amb Heribert I, vescomte de Thouars (c. 960-987) i suposat vescomte consort d'Aunay (967-987). Cap aquesta època va passar a Guillem II Tallaferro, comte d'Angoulême, el pare del qual, Arnau I Manzer apareix casat amb una Hildegarda. El vescomtat, ja reduït va passar successivament a altres dinasties, els Mortagne, els Clermont-Nesle i els Montbron.
El 1506 el vescomte Eustaqui de Montbron, va veure embargat el seu domini per deutes i el vescomtat va ser venut el 1508 a Lluïsa de Savoia de qui va passar per herència al rei Francesc I de França el 1531. Francesc el va donar al seu fill Carles i el 1563 va passar a Maria Stuart reina d'Escòcia i a la seva mort va tornar a la corona. Els reis encara van cedir algun altre cop el vescomtat.

## Llista de vescomtes
- Maingot c. 900 - Vicount of Pointers died in 936
- Cadeló I c. 930
- Cadeló II c. 930-950
- Cadeló III 950-967
- Hildegarda 967-c. 992
- Guillem II Tallaferro comte d'Angulema 992-1028
- als Mortagne
- Pons c. 1300
- Margarida de Mortagne c. 1350
- als Clermont
- Joan II de Clermont
- Joan III de Clermont-Aunay
- als Montbron
- Embargat 1506-1508
- Lluïsa de Savoia 1508-1531
- a França 1531-1538
- Carles de Valois-Angulema 1538-1545
- a França 1545-1563
- Maria Stuart 1563-1587
- A França 1587